# Schaar van Yerseke
De Schaar van Yerseke is een betonde vaargeul in de Oosterschelde in de provincie Zeeland ongeveer ten noorden van Yerseke. De Schaar van Yerseke loopt (richting ongeveer noordwest-zuidoost) van het knooppunt van de betonde vaargeul Oosterschelde en de Dortsman aan de noordwestkant, naar de havens van Yerseke en de Geul naar de Platte Bank aan de zuidoostkant.
Het water is zout en heeft een getij.
De Schaar van Yerseke en Geul naar de Platte Bank zijn te gebruiken voor schepen tot en met CEMT-klasse IV.
De Schaar van Yerseke is onderdeel van het Nationaal Park Oosterschelde en valt binnen het Natura 2000-gebied Oosterschelde.